# Mangu-dong
Mangu-dong (koreanska: 망우동) är en stadsdel i stadsdistriktet Jungnang-gu i Sydkoreas huvudstad Seoul.

## Indelning
Administrativt är Mangu-dong indelat i:
| Namn      | Namn            | Yta km² | Invånare 31 dec 2020 |
| --------- | --------------- | ------- | -------------------- |
| 망우본동  | Mangubon-dong   | 0,92    | 17 508               |
| 망우제3동 | Muk 3(sam)-dong | 3,03    | 30 784               |